# Norihito Kobayashi
Norihito Kobayashi (Japans: 小林 範仁, Kobayashi Norihito) (Kitaakita, 4 mei 1982) is een Japanse voormalige noordse combinatieskiër. Hij vertegenwoordigde zijn vaderland op de Olympische Winterspelen 2002 in Salt Lake City, op de Olympische Winterspelen 2006 in Turijn en op de Olympische Winterspelen 2010 in Vancouver.

## Carrière
Bij zijn wereldbekerdebuut in februari 2000 in Sapporo scoorde Kobayashi direct wereldbekerpunten. Tijdens de wereldkampioenschappen noordse combinatie 2001 in Lahti eindigde de Japanner als 33e op de sprint. Op de Olympische Winterspelen van 2002 in Salt Lake City eindigde Kobayashi als zeventiende op de sprint.
In Val di Fiemme nam de Japanner deel aan de wereldkampioenschappen noordse combinatie 2003, op dit toernooi eindigde hij als 26e op de Gundersen en als 43e op de sprint. Samen met Daito Takahashi, Junpei Aoki en Satoshi Mori eindigde hij als zesde in de landenwedstrijd. In het Tsjechische Harrachov finishte hij in januari 2006 voor de eerste maal in zijn carrière in de toptien van een wereldbekerwedstrijd. Tijdens de Olympische Winterspelen van 2006 in Turijn eindigde de Japanner als zestiende op de Gundersen en als achttiende op de sprint, in de landenwedstrijd eindigde hij samen met Daito Takahashi, Takashi Kitamura en Yosuke Hatakeyama op de zesde plaats. 
Op de wereldkampioenschappen noordse combinatie 2007 in Sapporo eindigde Kobayashi als 25e op de sprint en als 26e op de Gundersen, samen met Hideaki Nagai, Taihei Kato en Akito Watabe eindigde hij als achtste in de landenwedstrijd. In Liberec nam de Japanner deel aan de wereldkampioenschappen noordse combinatie 2009. Op dit toernooi eindigde hij als vijfde op de gundersen normale schans, als zestiende op de gundersen grote schans en als zeventiende op de massastart. Samen met Yusuke Minato, Taihei Kato en Akito Watabe veroverde hij de wereldtitel in de landenwedstrijd. Tijdens de Olympische Winterspelen van 2010 in Vancouver eindigde Kobayashi als zevende op de gundersen normale schans en als 27e op de gundersen grote schans. In de landenwedstrijd eindigde hij samen met Taihei Kato, Daito Takahashi en Akito Watabe op de zesde plaats. Op de wereldkampioenschappen noordse combinatie 2011 in Oslo eindigde hij als 35e op de gundersen normale schans. In de landenwedstrijd van de grote schans eindigde hij samen met Akito Watabe, Taihei Kato en Yusuke Minato op de vijfde plaats, samen met Akito Watabe, Daito Takahashi en Yusuke Minato eindigde hij als zesde in de landenwedstrijd van de normale schans. Na de wereldkampioenschappen in Oslo nam Kobayashi nog deel aan twee wereldbekerwedstrijden in Lahti alvorens zijn carrière te beëindigen.

## Resultaten

### Olympische Winterspelen
| Jaar | Plaats         | Resultaten                                    |
| ---- | -------------- | --------------------------------------------- |
| 2002 | Salt Lake City | 17e 7,5 km sprint                             |
| 2006 | Turijn         | 16e 15 km Gundersen 18e 7,5 km sprint 6e Team |
| 2010 | Vancouver      | 7e Gundersen NH 27e Gundersen LH 6e Team      |

### Wereldkampioenschappen
| Jaar | Plaats        | Resultaten                                                 |
| ---- | ------------- | ---------------------------------------------------------- |
| 2001 | Lahti         | 33e 7,5 km Sprint                                          |
| 2003 | Val di Fiemme | 26e 15 km Gundersen 43e 7,5 km Sprint 6e Team              |
| 2007 | Sapporo       | 25e 7,5 km Sprint 26e 15 km Gundersen 8e Team              |
| 2009 | Liberec       | 5e Gundersen NH · 16e Gundersen LH · 17e Massastart · Team |
| 2011 | Oslo          | 35e Gundersen NH 5e Team LH 6e Team LH                     |

### Wereldbeker
Eindklasseringen
| Seizoen   | Plaats |
| --------- | ------ |
| 1999/2000 | 56e    |
| 2000/2001 | 46e    |
| 2005/2006 | 20e    |
| 2006/2007 | 32e    |
| 2007/2008 | 13e    |
| 2008/2009 | 18e    |
| 2009/2010 | 22e    |
| 2010/2011 | 38e    |